# Jaroslav Kodejš
Jaroslav Kodejš (* 9. září 1938, Radčice u Železného Brodu) je český šperkař.

## Život
Jaroslav Kodejš se narodil roku 1938 v Radčicích u Železného Brodu. V letech 1955 – 1968 působil jako návrhář a výtvarník v  podnicích Železnobrodské sklo a Skleněná bižutérie a v letech 1960-1963 absolvoval Výtvarný institut Průmyslu jablonecké bižuterie v Jablonci nad Nisou. Poté, do roku 1979, pracoval ve výtvarném ateliéru v Muzeu skla a bižutérie v Jablonci nad Nisou. Roku 1967 byl odměněn cenou CID za vynikající výrobek roku. Na mezinárodních výstavách bižuterie Jablonec 1968, 1971 a 1974 získal tři zlaté medaile, roku 1977 bronzovou medaili,, 1980 stříbrnou medaili a roku 1983 zlatou medaili.
Od poloviny 60. let se začal věnovat samostatné šperkařské tvorbě a v roce 1971 měl samostatnou výstavu u firmy Lobmayer ve Vídni. Zúčastnil se sympozií Stříbrný šperk v Jablonci nad Nisou (1968) a Šperk a drahokam v Turnově (1993). Pracoval také na realizacích pro architekturu.

## Dílo
Oblíbeným materiálem Kodejšových šperků bylo zejména sklo a stříbro. Jeho první náhrdelníky jsou složené z čirých a pastelově zbarvených skleněných destiček formovaných nad kahanem nebo dutých navíjených kuliček spojených kovovými drátky. Stříbrné šperky zdobí skleněnými závěsky, kapkami a tyčinkami, které přesahují obrys a jako kinetický prvek zdůrazňují sochařskou plasticitu. Duhově zbarvené sklo v nazelenalých a načervenalých odstínech vytváří při různém osvětlení nebo podkladové látce oděvu proměnlivost šperku. Kodejšova osobnost osciluje mezi lyričností a jasným řádem a tomu odpovídaji í jeho šperky, které zahrnují škálu tvarů od organického až po přísně konstruktivní.
Později se zaměřil na bižuterii z černého skla. Černá bižuterie se vyrábí z dochovaných původních materiálů a původní technologií. Spočívá v letování skleněných kamenů se zatavenými kovovými trubičkami na drátěnou podložku. Výsledkem je odlehčený šperk s kovovým podkladem a čistý brus černého kamene.
Od I. jabloneckého sympozia zaměřeného na stříbrný šperk (1968) se v jeho dílech uplatnil ve větší míře kov, který tvoří rovnocenný výtvarný prvek. Skleněné destičky nepravidelných tvarů jsou řazeny asymetricky a rytmizují stříbrnou plochu. Iluzi pohybu vytvářejí skleněné přívěšky. Pro mezinárodní výstavu v Basileji vytvořil stříbrnou brož, kde sklo tvoří pouze detail a propůjčuje dílu barevný akcent.

### Zastoupení ve sbírkách
- Uměleckoprůmyslové muzeum v Praze
- Dallas Museum of Art, USA
- Danner-Stiftung, Mnichov
- Die Neue Sammlung, Mnichov
- Museum of Modern Art, Sydney
- Moravská galerie, Brno
- Museum of Fine Arts, Houston, USA
- Muzeum Českého ráje, Turnov
- Muzeum skla a bižuterie, Jablonec nad Nisou
- Österreichisches Museum für angewandte Kunst (MAK) , Vídeň
- Schmuckmuseum Pforzheim, Pforzheim, Německo
- Schweizerisches Nationalmuseum, Zurich

### Symposia
- 1968 Stříbrný šperk, Jablonec nad Nisou, vystaveno Jablonec nad Nisou (1968, 1969), Moravská galerie, Brno (1968), Galerie na Betlémském náměstí, Praha (1969), Schmuckmuseum Pforzheim (1969), Kunstgewerbemuseum Zurich (1969)

### Výstavy (výběr)

#### Autorské
- 1971 Jaroslav Kodejš, Lobmayer, Vídeň
- 1982 Jaroslav Kodejš: Šperk, Galerie Karolina, Praha
- 1985 Jaroslav Kodejš: Šperky, Galerie Karolina, Praha
- 1987 Jaroslav Kodejš: Šperky, Moravská galerie v Brně
- 1997 Jaroslav Kodejš: Kresby, Galerie Hefaistos, Děčín
- 2000 Jaroslav Kodejš: Šperky, Galerie U prstenu, Praha
- 2001 Jaroslav Kodejš, Galerie šperku Kout, Praha
- 2002 Jaroslav Kodejš st.: Šperky, Jaroslav Kodejš ml.: Obrazy, Městská galerie My, Jablonec nad Nisou

#### Kolektivní (výběr)
- 1967 – Světová výstava, Montreal
- 1968 – Jablonec '68, Muzeum skla a bižuterie, Jablonec nad Nisou
- 1970 – Schmuck '70 Tendenzen, Schmuckmuseum Pforzheim, Německo
- 1971 – Schmuck als künstlerische Aussage unserer Zeit , Schmuck '70 Ormuckmforèvre, Německo
- 1973 – Schmuck '73, Tendenzen, Schmuckmuseum Pforzheim, Německo
- 1977 – Schmuck '77, Tendenzen, Schmuckmuseum Pforzheim, Německo
- 1980 – Schmuck International 19800 / – Německo, International Jewellery 1900-1980, Künstlerhaus, Vídeň
- 1982 – Galerie am Graben, Vídeň
- 1982 – Schmuck '82-Tendenzen, Schmuckmuseum Pforzheim, Německo
- 1984 – Jewellery International, Museum of Contemporary Art, New York, USA
- 1998 – Galerie Marzee, Nijmegen, Nizozemsko
- 2000 – Sbírka Inge a Elisabeth Asenbaumových, Museum für Gestaltung, Curych, Švýcarsko
- 2000 – Zdobené ego, umělecký klenot 20. století, královna Fabiolazaal, Antverpy, Belgie
- 2000 – Ornament jako umění: Avantgardní šperky ze sbírky Helen Williams Drutt, Museum of Fine Arts, Houston, USA
- 2003 Český šperk 1950-2000, Pražský hrad, Císařská konírna, Praha
- 2007/2008 Struktury - Český šperk, Structure - Czech Jewelry, Delegation of Prague to the EU (Pražský dům), Brusel
- 2008/2009 – Ornament jako umění: Avantgardní šperky ze sbírky Helen Williams Drutt Collection, Mint Museum of Craft+Design, Charlotte, Renwick Gallery, Tacoma Art Museum, Washington, USA
- 2009 Glas im Tschechischen Schmuck, České centrum Vídeň, Galerie V&V, Vídeň
- 2009 Glas als sieraad / Sklo v českém šperku, Kunstwinkel´t Walvis, Schiedam, České centrum Stockholm)
- 2010 Glass in Czech Jewelry, Muzeum kinematografii v Łodzi, Lodž
- 2015 – Klenotnictví 1970-2015 , Österreichisches Museum für angewandte Kunst (MAK), Vídeň
- 2017 – Die Sammlung Bollmann – Schmuck von 1970-2015, Deutsches Goldschmiedehaus, Hanau
- 2017 – Průkopníci českého moderního šperku, Die Neue Sammlung, Mnichov, Německo
- 2018 – Jablonec 68 – Der Ost-West- Schmuckgipfel, Staatliches Museum für angewandte Kunst, Mnichov, Bröhan-Museum, Berlín
- 2020/2021 Kaleidoskop vkusu: Československá bižuterie na výstavách 1948-1989, Muzeum skla a bižuterie v Jablonci nad Nisou

### Autorské katalogy
- Pavla Drdácká, Jaroslav Kodejš: Šperk, Dílo, 1982
- Jaroslav Kodejš: Šperky (k výstavě v Galerii Karolina), Dílo 1985
- HOLEŠOVSKÝ, Karel. Šperky: Jaroslav Kodejš. 1. vyd. Brno: Moravská galerie, 1986.
- Miroslav Klivar: Jaroslav Kodejš - šperk, katalog Muzea skla a bižuterie, Jablonec nad Nisou 1987

### Diplomová práce
- SVĚRÁKOVÁ, Eva. Vybraní autoři současného českého šperku. Diplomová práce [online].  Brno: muni.cz, 2007 [cit. 2020-10-04]. Dostupné online.

### Souborné publikace
- Věra Vokáčová, Současný šperk, Odeon, Praha 1979
- Antonín Langhamer, Legenda o českém skle / The Legend of Bohemian Glass / Legende vom böhmischen Glas, 292 s., TIGRIS spol. s r. o., Zlín, 1999, ISBN 80-86062-02-3
- Alena Křížová, Proměny českého šperku na konci 20. století, Academia, Praha 2002, ISBN 80-200-0920-5
- Iva Knobloch Janáková, Radim Vondráček (eds.), Design v českých zemích 1900-2000, UPM, Academia, Praha 2016, ISBN 978-80-200-2612-5 (Acad.), ISBN 978-80-7101-157-6 (UPM)
- Michal Panáček a kol., Ztracené květy (Plastiky a umělecká díla druhé poloviny 20. století ve veřejném prostoru v České Lípě), Vlastivědný spolek Českolipska 2019, ISBN 978-80-906878-2-0
- Kateřina Nora Nováková, Petr Nový, Kateřina Hrušková, Kaleidoskop vkusu / Kaleidoscope of Taste (Československá bižuterie na výstavách 1948-1989 / Czechoslovak Costume Jewellery Exhibitions 1948-1989), Muzeum skla a bižuterie v Jablonci nad Nisou 2020, ISBN 978-80-86397-36-8